# Gyergacsi járás

A Gyergacsi járás a Szaratovi területen

A Gyergacsi járás (oroszul: Дергачёвский район) Oroszország egyik járása a Szaratovi területen. Székhelye Gyergacsi.

## Népesség
- 1989-ben 29 971 lakosa volt.
- 2002-ben 26 043 lakosa volt, melynek 20,8%-a kazah.
- 2010-ben 21 104 lakosa volt, melyből 11 014 orosz, 4 627 kazah, 3 861 tatár, 332 kurd, 231 fehérorosz, 208 ukrán, 170 csuvas, 107 örmény, 97 azeri, 88 csecsen, 59 mordvin stb.